# Oddmar Björklund
Oddmar Björklund, född 29 september 1907 i Stockholm, död 7 juni 1997, var en svensk konstnär. 
Björklund studerade konst vid Tekniska skolan i Stockholm och vid Edvin Ollers målarskola samt i Paris och Nederländerna. Hans konst består av genremotiv, landskap och djurstudier. Han samarbetade och ställde ofta ut tillsammans med konstnärskollegan Åke Klingberg. Oddmar Björklund är begravd på Norra begravningsplatsen utanför Stockholm.